# Bryum brevicuspis
Bryum brevicuspis är en bladmossart som beskrevs av Jules Cardot och Thériot 1904. Bryum brevicuspis ingår i släktet bryummossor, och familjen Bryaceae. Inga underarter finns listade i Catalogue of Life.